# یوشیدا میتسویوشی
یوشیدا میتسویوشی ((به ژاپنی: 吉田 光由 Yoshida Mitsuyoshi); ۱ ژانویهٔ ۱۵۹۸ – ۸ ژانویهٔ ۱۶۷۲) ریاضی‌دان اهل ژاپن در دوره ادو بود.